# ケムンパス
ケムンパスは、赤塚不二夫の作品に登場する架空のキャラクター。初出は『もーれつア太郎』。

## 性格・設定
言葉を話す毛虫（本人は「毛虫ではなくケムンパスという新種」と主張している）。その名前は「毛虫（ケムシ）」と湿布薬の「サロンパス」から名付けられたとされる。
目は片方が閉じかかっていたり、片目だけ笑った表情になったりしている。毛は顔に生えている。身体部分の色は決まっておらず、作品によって変わる。黄色か緑であることが多い。
一人称は「小生」（『おそ松くん』では「あっし」）で、語尾には「〜ヤンス」が付く。登場の際には決まって「ケムンパスでヤンス」と発言。他には「人生泣き笑いでやんす」も発言回数が多い。
落ち着いた性格で、危険な目に遭っていてもほとんど表情を変えない。コマの隅に登場することが多く、そこでも「ケムンパスでヤンス」などと発言する。仲間のニャロメにいじめられることも多々あるが、同時に大切にもされている。恋人のみの虫と一緒に木にぶらさがっていることがある。青虫に恋をしたこともある。
初出は『もーれつア太郎』であるが、『天才バカボン』をはじめとする他の作品にも出演している。『おそ松くん』では出番が多く、イヤミやデカパンたちに嫌われる役である。

## 関連人物

### 漫画家
- 赤塚不二夫 - 生みの親。

### 声優
担当順。
- 野田圭一（アニメ『もーれつア太郎』第1作）[3]
- 永井一郎（同『もーれつア太郎』での代役）[4]
- 神山卓三（アニメ『おそ松くん』第2作）[5][6]
- 緒方賢一（同『おそ松くん』での代役）[5][6]
- 難波圭一（アニメ『もーれつア太郎』第2作）
- 【不明】（アニメ『アニメ週刊DX!みいファぷー』）

### 歌手
- たなだひろし - イメージソング「ケムンパスでやんす」を歌唱。